# Condado de Elk (Kansas)
El condado de Elk (en inglés: Elk County) es un condado en el estado estadounidense de Kansas. En el censo de 2000 el condado tenía una población de 3.261 habitantes. La sede de condado es Howard. El condado fue fundado el 25 de marzo de 1875 y fue nombrado en honor al río Elk.

## Geografía
Según la Oficina del Censo, el condado tiene un área total de 1.684 km² (650 sq mi), de la cual 1.676 km² (647 sq mi) es tierra y 8 km² (3 sq mi) (0,47%) es agua.

### Condados adyacentes
- Condado de Greenwood (norte)
- Condado de Wilson (este)
- Condado de Montgomery (sureste)
- Condado de Chautauqua (sur)
- Condado de Cowley (suroeste)
- Condado de Butler (noroeste)

## Demografía
En el  censo de 2000, hubo 3.261 personas, 1.412 hogares y 923 familias residiendo en el condado. La densidad poblacional era de 5 personas por milla cuadrada (2/km²). En el 2000 había 1.860 unidades habitacionales en una densidad de 3 por milla cuadrada (1/km²). La demografía del condado era de 95,06% blancos, 0,21% afroamericanos, 0,95% amerindios, 0,18% asiáticos, 0,06% isleños del Pacífico, 1,20% de otras razas y 2,33% de dos o más razas. 2,18% de la población era de origen hispano o latino de cualquier raza. 
La renta promedio para un hogar del condado era de $27.267 y el ingreso promedio para una familia era de $34.148. En 2000 los hombres tenían un ingreso medio de $28.580 versus $16.219 para las mujeres. La renta per cápita para el condado era de $16.066 y el 13,80% de la población estaba bajo el umbral de pobreza nacional.

## Ciudades y pueblos
- Elk Falls
- Grenola
- Howard
- Longton
- Moline